# Fairport Live Convention
| Recensione | Giudizio |
| ---------- | -------- |
| AllMusic   |          |

Fairport Live Convention è un album dei Fairport Convention, pubblicato nel 1974.
Negli Stati Uniti d'America ed in Canada il disco è stato pubblicato con il titolo A Moveable Feast.

## Tracce
1. Matty Groves – 7:52
2. Rosie – 4:13
3. Fiddlestix – 2:50
4. John the Gun – 5:09
5. Something You Got – 2:44
6. Sloth – 11:33
7. Dirty Linen – 3:53
8. Down in the Flood – 3:22
9. Sir B. MacKenzie – 5:56